# Chuck Blazer
Charles Gordon Blazer (Nueva York, 26 de abril de 1945-Nueva Jersey, 12 de julio de 2017) fue un dirigente de fútbol estadounidense, que ocupó varios puestos de alto nivel antes de convertirse en un informante del gobierno sobre la corrupción generalizada dentro del fútbol organizado. Fue miembro del Comité Ejecutivo de la FIFA desde 1996 hasta 2013, Secretario General de la Concacaf desde 1990 hasta 2011, y Vicepresidente Ejecutivo de la Federación de Fútbol de los Estados Unidos.
En 2013, admitió haber conspirado con otros miembros del Comité Ejecutivo de la FIFA para aceptar sobornos en conjunción con la oferta fallida de Marruecos y la exitosa oferta de Sudáfrica para convertirse en anfitriones de la Copa Mundial en 1998 y 2010, respectivamente. Las admisiones de Blazer ocurrieron durante el testimonio dado en un proceso de sentencia sellado en una corte federal de Nueva York.

## Primeros años
Blazer creció en una familia judía de clase media en el distrito de Queens en Nueva York, donde su padre tenía una papelería y una tienda de periódicos. Asistió a Forest Hills High School y luego tomó un título de contabilidad en la Universidad de Nueva York. Al graduarse, se matriculó en la Stern School of Business de la UNY, pero no completó su Maestría en Administración de Negocios.

## Carrera
En 1986, Blazer cofundó la Liga Estadounidense de Fútbol, la cual manejó desde su hogar. Duró sólo dos años, con Blazer siendo obligado a salir por los propietarios que sentían que habían sido mantenidos en la oscuridad sobre las finanzas. Se hizo presidente de los Miami Sharks, tomando control de las finanzas, sólo para abandonarlos precipitadamente después de cinco meses, en mayo de 1989.
En 1989, Blazer convenció a Jack Warner de postularse para presidente de Concacaf. Blazer manejó la exitosa campaña de Warner y fue nombrado secretario general. Fue Secretario General de Concacaf desde 1990 hasta 2011.
Fue miembro del Comité Ejecutivo de la FIFA desde 1996 hasta abril de 2013, cuando Sunil Gulati fue elegido para reemplazarlo. Blazer también sirvió como Vicepresidente Ejecutivo de la Federación de Fútbol de los Estados Unidos.
En mayo de 2011, Blazer inició una investigación sobre el presidente de la Confederación Asiática de Fútbol Mohammed bin Hammam y el vicepresidente de la FIFA, Jack Warner, en respuesta a las denuncias de soborno cometidas por representantes nacionales que asistieron a una reunión de la Unión Caribeña de Fútbol (UCF) del 10 de mayo. La investigación fue conducida por John P. Collins, exfiscal federal de los Estados Unidos y miembro del Comité Jurídico de la FIFA. Su presentación dio lugar a la suspensión por parte de la FIFA el 29 de mayo de 2011 de Warner y Bin Hammam de todas las actividades relacionadas con el fútbol a la espera de los resultados de la investigación propia y los procedimientos de la FIFA.
El presidente de Concacaf, Lisle Austin, intentó despedir a Blazer cinco días más tarde, pero la acción fue bloqueada por el comité ejecutivo de Concacaf. El 15 de junio de 2011, Blazer fue interrogado por el Comité de Ética de la FIFA.

## Denuncias de corrupción y condena
El 13 de agosto de 2011, el periodista Andrew Jennings señaló en el periódico británico The Independent que el FBI estaba examinando pruebas documentales revelando pagos confidenciales de fútbol a cuentas offshore operadas por Blazer. Comenzó a trabajar encubierto para el FBI en diciembre de 2011.
El 19 de abril de 2013, Blazer y Jack Warner fueron acusados de fraude masivo durante sus años como ejecutivos de Concacaf. Una auditoría forense realizada por el Comité de Integridad de la organización determinó que ambos habían realizado funciones sin un contrato escrito desde 1998 hasta sus respectivas salidas y que Blazer había recibido 15 millones de dólares en comisiones por sus servicios durante ese período. Una fuente anónima del gobierno en aquel entonces dijo esperar que la investigación entonces en curso del FBI sobre las finanzas de Blazer se amplíe significativamente y se unan al IRS. En mayo de 2013, Blazer fue suspendido por 90 días.
El 1 de noviembre de 2014, se informó que Blazer había sido un informante confidencial para el FBI y el IRS, y registró reuniones clave entre ejecutivos para la FIFA y para los Juegos Olímpicos de Londres 2012. Blazer se vio obligado a informar para el FBI y el IRS después de que descubrieron más de una década de impuestos no pagados sobre multimillonarios ingresos ocultos.
El 27 de mayo de 2015, varios funcionarios de la FIFA fueron arrestados en Zúrich, y Blazer fue testigo clave en la investigación que llevó a las detenciones. A cambio de su cooperación, Blazer accedió a declararse culpable de cargos que incluyen extorsión, fraude telefónico, evasión de impuestos a la renta y lavado de dinero.
El 3 de junio de 2015, la transcripción de un proceso de sentencia cerrada (que se produjo en el Tribunal de Distrito de los Estados Unidos para el Distrito Este de Nueva York el 25 de noviembre de 2013) fue desatada y divulgada. En su testimonio de 2013, Blazer admitió haber conspirado con otros miembros del Comité Ejecutivo de la FIFA para aceptar sobornos en conjunto con la selección de los anfitriones de la Copa Mundial de 1998 y 2010. El 9 de julio de 2015, Blazer recibió una prohibición de por vida de la FIFA de toda la actividad relacionada con el fútbol.
Blazer murió antes de ser sentenciado. El retraso en la sentencia fue causado por las decisiones de sus coacusados de ir a juicio.

## Muerte
Blazer murió el 12 de julio de 2017 de cáncer colorrectal en un hospital de Nueva Jersey a la edad de 72 años. En el momento de su muerte, también sufría de enfermedad coronaria y diabetes.